# Josef Boey
Josef Boey (Antwerpen, 16 mei 1934 – Vosselaar, 28 februari 2016) was een Belgisch schaker, hij speelde bij voorkeur correspondentieschaak. In 1973 werd hij international meester ICCF en in 1975 grootmeester ICCF. Hij werd tweemaal jeugdkampioen en driemaal kampioen van België en hij heeft verscheidene keren in de Schaakolympiade meegespeeld (onder andere in Moskou 1956, Varna 1962, Havana 1966, Lugano 1968, Siegen 1970 en Skopje 1972). In 1972 eindigde hij als tweede in het wereldkampioenschap ICCF na Jacob Estrin maar voor Vladimir Zagorovsky.
Hij werkte heel zijn leven bij Janssen Pharmaceutica en huwde in 1965.
Schaakclub Boey Temse is naar hem genoemd en hij was daar ook erelid. Daarnaast was ook nog lid van schaakclub Turnhout.

## Openingen
Josef Boey opende vaak met de zet 1.e4 en speelde graag het Spaans en het Siciliaans. Hij was een kenner van het Jänischgambiet en de Tsjigorin-opening waar hij enkele belangrijke vernieuwingen vond.

## Overleden
Hij overleed op 81-jarige leeftijd in woon-zorgcentrum Hof ter Dennen in Vosselaar.